# Giro del Friuli 2000
Il Giro del Friuli 2000, ventiseiesima edizione della corsa, si svolse il 25 giugno 2000 su un percorso di 228 km, con partenza e arrivo a Trieste; la corsa fu valida anche come campionato nazionale italiano in linea (novantesima edizione). La vittoria fu appannaggio di Michele Bartoli, che completò il percorso in 5h59'17", alla media di 38,076 km/h, precedendo Gilberto Simoni e Daniele Nardello.

## Ordine d'arrivo (Top 10)
| Pos. | Corridore        | Squadra                   | Tempo    |
| ---- | ---------------- | ------------------------- | -------- |
| 1    | Michele Bartoli  | Mapei-Quick Step          | 5h59'17" |
| 2    | Gilberto Simoni  | Lampre-Daikin             | a 0'32"  |
| 3    | Daniele Nardello | Mapei-Quick Step          | s.t.     |
| 4    | Wladimir Belli   | Fassa Bortolo             | s.t.     |
| 5    | Daniele Contrini | Liquigas-Pata             | a 0'56"  |
| 6    | Marco Serpellini | Lampre-Daikin             | s.t.     |
| 7    | Paolo Bettini    | Mapei-Quick Step          | a 4'28"  |
| 8    | Davide Rebellin  | Liquigas-Pata             | s.t.     |
| 9    | Guido Trentin    | Vini Caldirola-Sidermec   | s.t.     |
| 10   | Filippo Simeoni  | Amica Chips-Tacconi Sport | a 5'06"  |